# Pelle d'oca (Vegas Jones)
Pelle d'oca è un singolo del rapper italiano Vegas Jones, pubblicato il 16 novembre 2018.

## Tracce
1. Pelle d'oca – 2:41

## Classifiche
| Classifica (2018) | Posizione massima |
| ----------------- | ----------------- |
| Italia            | 30                |